# Вількуциці-Дужі
Вількуциці-Дужі (пол. Wilkucice Duże) — село в Польщі, у гміні Рокіцини Томашовського повіту Лодзинського воєводства.
Населення — 154 особи (2011).
У 1975-1998 роках село належало до Пйотрковського воєводства.

## Демографія
Демографічна структура станом на 31 березня 2011 року:
|          | Загалом | Допрацездатний вік | Працездатний вік | Постпрацездатний вік |
| -------- | ------- | ------------------ | ---------------- | -------------------- |
| Чоловіки | 80      | 13                 | 57               | 10                   |
| Жінки    | 74      | 14                 | 41               | 19                   |
| Разом    | 154     | 27                 | 98               | 29                   |